# Парсек
Парсе́к (скорочено пк) — поширена в астрономії позасистемна одиниця вимірювання довжини. Відстань, з якої середній радіус земної орбіти (рівний 1 а. о.), перпендикулярний до променя зору, видно під кутом 1″ (одна кутова секунда). Назва є скороченням від паралакс-секунда.
{\displaystyle 1} пк = {\displaystyle {1 \over tg(1^{\prime \prime })}} а. о. ≈ {\displaystyle {1 \over \pi }\;} 648 000 а. о. ≈ 206 264,806 а. о.
= 96939420213600000 / π м ≈ 30, 856 775 814 913 673 1015 м
= 10246429500 / (999992651 π) св. р. ≈ 3,261 563 777 167 світлових років.
Застосовуються також кратні одиниці: кілопарсек (кпк), мегапарсек (Мпк) і гігапарсек (Гпк).
Один кілопарсек (кпк) становить тисячу парсеків, використовується для вираження відстані між частинами галактики або всередині груп галактик. Мегапарсек (Мпк) — це мільйон парсеків, використовується для вираження відстані між сусідніми галактиками та скупченнями галактик. Один гігапарсек (Гпк) становить один мільярд парсеків — одна з найбільших одиниць довжини, яка зазвичай використовується, використовується для вираження розмірів Видимого Всесвіту.[джерело?]
Довжина парсека, визначена резолюцією IAU 2015 року[відсутнє в джерелі] становить рівно 648000/π астрономічних одиниць, що відповідає наближенню малих кутів для тангенса. Вона відрізняється від класичного визначення (яке містить тангенс у знаменнику) на незначну величину (приблизно 242 км, тобто, тільки в 11-му розряді). Оскільки астрономічна одиниця за стандартом IAU (2012) визначена як 149597870700 метрів рівно, довжина парсека також відповідає цілому числу метрів SI.

## Деякі відстані в парсеках
- 1 астрономічна одиниця становить 4,85×10−6 парсека.
- Станом на серпень 2013 року космічний апарат «Вояджер-1» перебував на відстані 0,0006 пк від Сонця[5].
- Діаметр хмари Оорта — близько 0,6 пк.
- Відстань від Сонця до найближчої зорі (Проксими Центавра) становить приблизно 1,32 парсека[3].
- Відстань до центру нашої Галактики — близько 8 кілопарсеків.
- Діаметр нашої Галактики становить приблизно 30 кпк.
- Відстань до туманності Андромеди — близько 770 кілопарсеків.
- Найближче велике скупчення галактик — скупчення Діви — перебуває на відстані 18 Мпк.
- До горизонту видимого нам Всесвіту приблизно 14,26 Гпк[6].

## Цікавий факт
За назвою цієї одиниці вимірювання названо астероїд 30857 Парсек, номер якого дорівнює кількості трильйонів метрів у парсеку (1 пк ≈ 30857× 1012 м).